# モンゴル文化教育大学
モンゴル文化教育大学（英語: SOYOL ERDEM UNIVERSITY、公用語表記: СОЁЛ ЭРДЭМ ДЭЭД СУРГУУЛЬ）は、ウランバートルに本部を置くモンゴル国の私立大学。1993年創立、1996年大学設置。
1993年に日本の公益財団法人ハーモニィセンターによって設立されたユートピア日本語学校を前身とする。

## 概要
モンゴル国の首都ウランバートル、日本大使館の近くにある日本語学科単科大学である。理事長ソイルトは、日本に帰化しており、牧原創一との日本名を持つ。アニマルセラピーを通じて、日本の教育機関との交流もある。

## 人物
- 牧原創一（学長）
- 甕暁子（日本語学科主任）